# Passaggio a nord-ovest

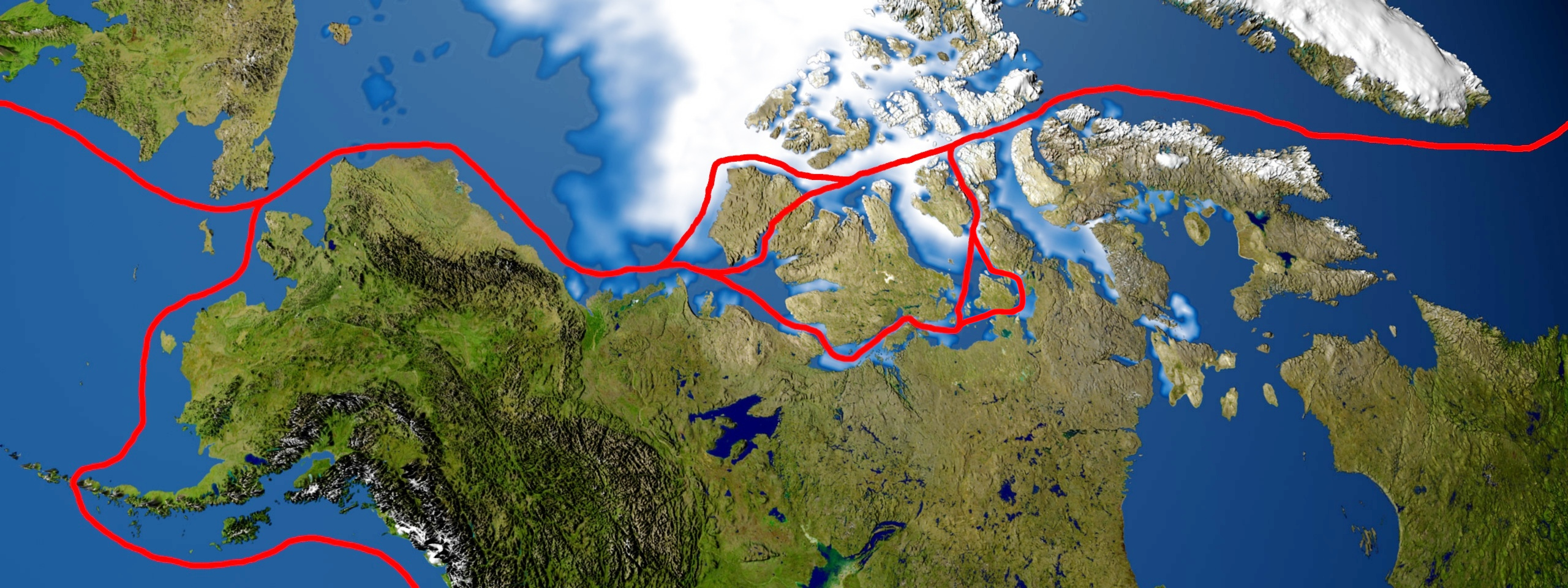
Rotte polari attraverso l'arcipelago artico canadese

Il passaggio a nord-ovest è una rotta navale che collega gli oceani Atlantico e Pacifico, passando attraverso l'arcipelago artico canadese all'interno del Mar Glaciale Artico.

## Disputa territoriale
Su tale rotta, nota sin dalle prime esplorazioni dell'Artide ma soggetta al blocco dei ghiacci, è in corso una disputa territoriale tra Canada e Stati Uniti. Questi ultimi considerano il passaggio a nord-ovest come acque internazionali, mentre il Canada le considera acque territoriali canadesi. La disputa assume importanza se si considera che le rotte dall'Europa all'Estremo Oriente risparmierebbero 4.000 km attraverso il passaggio, rispetto alle attuali rotte passanti per il canale di Panama.

## Storia

### Le prime esplorazioni
Tra la fine del XV e il XX secolo, gli europei cercarono di stabilire una rotta commerciale marina che passasse a nord e ad ovest del continente americano. Gli inglesi chiamarono la rotta passaggio a nord-ovest, mentre gli spagnoli la battezzarono stretto di Anián. Il desiderio di trovare questa rotta motivò gran parte dell'esplorazione europea di entrambe le coste del Nord America.

#### Stretto di Anián

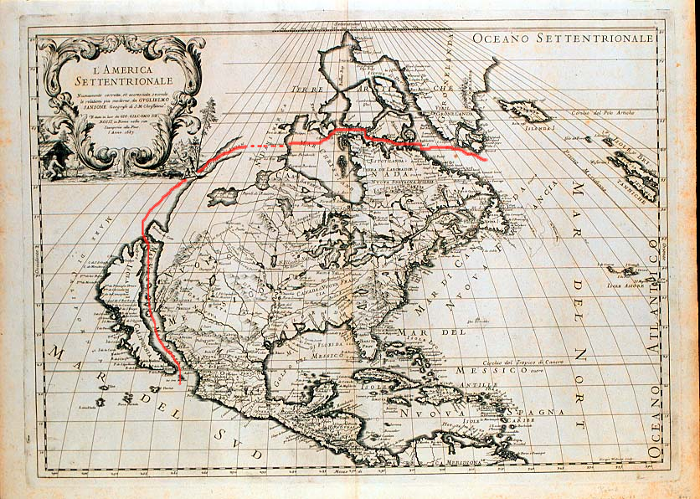
La mappa dello stretto di Anián

Nel 1539 Hernán Cortés incaricò Francisco de Ulloa di navigare lungo l'odierna Bassa California alla ricerca dello stretto di Anián, che avrebbe dovuto collegare il golfo di California con il golfo di San Lorenzo, nell'ipotesi che la California fosse un'isola. Il viaggio di Ulloa dimostrò la natura peninsulare della Bassa California, dal momento che fu in grado di seguire tutta la costa del golfo di California fino a Cabo San Lucas (come confermato poi anche dal navigatore Hernando de Alarcón). L'idea che la California fosse un'isola era comunque ancora viva nel XVI secolo, probabilmente a causa dei diari di bordo di padre Antonio de la Ascensión, imbarcatosi nel viaggio di esplorazione di Sebastián Vizcaíno nel 1602.
Il nome Anián deriva con ogni probabilità da quello della provincia cinese di Ania, citata da Marco Polo in Il Milione e che apparve per la prima volta in una mappa edita dal cartografo veneziano Giacomo Gastaldi nel 1562. Cinque anni dopo Bolognino Zaltieri pubblicò una mappa che mostrava un passaggio stretto e contorto chiamato stretto di Anián che separava Asia e America.

#### Atlantico settentrionale
Già nel 1523 il sovrano francese Francesco I inviò Giovanni da Verrazzano ad esplorare le coste del Nord America, dalla Florida a Terranova, alla ricerca di un passaggio per giungere in Asia. Nel 1534, mentre era alla ricerca di questo passaggio, Jacques Cartier riuscì a esplorare gran parte della costa di Terranova e ad entrare nel fiume San Lorenzo.
L'8 agosto 1585 l'esploratore inglese John Davis entrò nello stretto di Cumberland, presso la costa dell'isola di Baffin. Nel 1609 Henry Hudson navigò lungo il fiume che oggi porta il suo nome alla ricerca del passaggio. In seguito Hudson esplorò l'Artico canadese e scoprì la baia che da lui prese il nome.
Il 30 luglio 1789 partì da Cadice la spedizione Malaspina, il cui compito era quello di esplorare le regioni più lontane e non ancora cartografate del continente americano e dell'oceano Pacifico, svolgere un programma di determinazioni magnetiche, raccogliere informazioni politiche ed economiche e individuare il presunto passaggio a nord-ovest. Tale spedizione, composta da due corvette, passò da Capo Horn costeggiando il Nord Africa e il Sud America. Risalì facendo rotta a Panama e puntando poi fino all'Alaska ma fu costretta ad abbandonare la ricerca, ritornando ad Acapulco.
Nel 1845 partì la tristemente famosa spedizione perduta di Franklin. Una ben equipaggiata spedizione di due navi, la HMS Erebus e la HMS Terror con a bordo 129 uomini, guidata da sir John Franklin, tentò di forzare il passaggio attraverso i ghiacci artici dalla baia di Baffin al mare di Beaufort. Quando la spedizione non riuscì a rientrare, diverse spedizioni di soccorso e squadre di ricerca esplorarono l'Artico canadese tra i due corpi d'acqua aperta, producendo alla fine la carta nautica di un possibile passaggio. Registrazioni ritrovate in seguito indicano che le navi vennero bloccate dalla morsa di ghiaccio nel 1845 vicino all'isola di Re Guglielmo, a circa metà strada del passaggio, e non furono in grado di disincagliarsi nell'estate successiva. Lo stesso Franklin, a quanto pare, morì nel 1847, insieme ad una decina di uomini. Si suppone che i superstiti abbandonarono le navi incagliate e si spinsero all'interno del territorio.
Non è chiaro il motivo per cui tutti i 129 membri della spedizione, pur ben equipaggiata e ben rifornita, perirono. L'ipotesi più recente ritiene che la morte sia stata causata dal piombo rilasciato dai contenitori metallici contenenti le scorte alimentari della spedizione, e dal botulino contenuto nelle provviste per la cui fornitura era stata indetta una gara d'appalto al ribasso. Questa ipotesi è confortata dalle prime autopsie sui corpi, che il ghiaccio ha conservato in buone condizioni, eseguite alla fine del XX secolo. Così, mentre percorrevano le 900 miglia che li avrebbero condotti in salvo a Fort Providence, i 105 superstiti della spedizione si nutrivano con cibo intossicato, morendo uno dopo l'altro non prima di essere impazziti per la fame e lo scorbuto dilagante.
Nel settembre 2014 fu rinvenuto il relitto della Erebus, per mezzo di immagini sonar da una spedizione canadese, vicino all'isola di Re Guglielmo, nel Nunavut. Nel settembre 2016 fu ritrovata in ottime condizioni anche la seconda nave, l'ormai leggendaria Terror, ironia della sorte adagiata sul fondo della Terror Bay nell'isola di Re Guglielmo.

### I primi successi
Il passaggio a nord-ovest venne infine conquistato nel 1906, quando l'esploratore norvegese Roald Amundsen, che era salpato giusto in tempo per sfuggire ai creditori che cercavano di fermare la spedizione, completò un viaggio di tre anni su di un peschereccio per la pesca delle aringhe convertito, di 47 tonnellate di stazza. Alla fine di questo viaggio, entrò nella città di Circle, in Alaska, e inviò un telegramma che annunciava il suo successo. La sua rotta tuttavia non era pratica dal punto di vista commerciale; in aggiunta al tempo che occorreva, alcune delle sue acque erano estremamente poco profonde.
Il primo passaggio in una sola stagione venne effettuato solo nel 1944, quando la St. Roch, una scuna della Royal Canadian Mounted Police, riuscì nell'impresa.

### Le spedizioni successive
Il primo attraversamento del Passaggio a Nord Ovest con slitte trainate da cani è stato realizzato da groenlandese Knud Rasmussen, mentre con la quinta Thule Expedition (1921-1924) Rasmussen e due Inuit della Groenlandia hanno viaggiato dall'Atlantico al Pacifico in 16 mesi con slitte trainate da cani.
Nel 1940 l'ufficiale canadese Henry Larsen della RCMP fu il secondo a navigare il passaggio, attraversandolo da ovest a est, da Vancouver a Halifax. Più di una volta in questo viaggio si temette che la St. Roch, una goletta della Royal Canadian Mounted Police rinforzata appositamente per resistere alla pressione dei ghiacci, non sarebbe sopravvissuta ai danni del ghiaccio marino. Ad un certo punto, Larsen si chiese "se fossimo arrivati a questo punto solo per essere schiacciati come una noce su una secca e poi sepolti dal ghiaccio." La nave e tutti i membri del suo equipaggio eccetto uno sopravvissero all'inverno nella penisola della Boothia. A ciascuno degli uomini che compirono il viaggio venne assegnata una medaglia dal sovrano del Canada, Re Giorgio VI, in riconoscimento di questa notevole impresa di navigazione polare.
Più tardi, nel 1944, il viaggio di ritorno di Larsen fu molto più veloce del primo: i 28 mesi impiegati nel primo viaggio furono significativamente ridotti e impiegò solo 86 giorni per tornare indietro da Halifax, Nova Scotia, a Vancouver, British Columbia, segnando il record per averlo attraversato in una sola stagione. La nave seguì un percorso più a nord, in parte inesplorato, e portò anche dei miglioramenti.
Il 1º luglio 1957 il cutter della United States Coast Guard di nome Storis partì in compagnia della USCGC Bramble e della USCGC Spar per il progetto di ricerca di un canale più profondo attraverso l'Oceano Artico e per la raccolta di informazioni idrografiche. Al suo ritorno nelle acque Groenlandesi la Storis fu la prima nave battente bandiera degli Stati Uniti a circumnavigare il Nord America. Poco dopo il suo ritorno alla fine del 1957, fu riassegnata al suo nuovo porto di Kodiak, Alaska.
Nel 1969 la SS Manhattan effettuò il passaggio, accompagnata dal rompighiaccio canadese CCGS John A. Macdonald e dalla CCGS Louis S. St-Laurent. I rompighiaccio US Coast Guard Northwind e Staten Island navigarono a supporto della spedizione. La Manhattan fu una superpetroliera particolarmente rinforzata inviata per verificare la fattibilità del passaggio per il trasporto di petrolio. Anche se la Manhattan riuscì nell'impresa, il percorso fu però ritenuto non praticabile in termini di costi e al suo posto fu costruita la Alaska Pipeline.
Nel giugno 1977 Willy de Roos lasciò il Belgio per tentare il Passaggio a Nord Ovest sulla sua barca in acciaio di 13,8 m (45 piedi) Williwaw. Raggiunse lo stretto di Bering in settembre e dopo una sosta a Victoria, British Columbia, doppiò Capo Horn e tornò in Belgio, diventando così non solo il primo diportista a completare il Passaggio a Nord Ovest, ma anche il primo a circumnavigare tutta l'America in barca.
Nel 1981 facendo parte della Transglobe Expedition Ranulph Fiennes e Charles R. Burton completarono il Passaggio a Nord Ovest. Lasciarono Tuktoyaktuk il 26 luglio 1981 nel Boston Whaler di 18 piedi e raggiunsero il Tanquary Fjord il 31 agosto 1981. Il loro viaggio fu il primo transito su una barca aperta da Ovest a Est per una distanza di circa 2.600 miglia nautiche (4.800 km).
Nel 1984 la nave passeggeri  MS Explorer (che poi affondò nell'Oceano Antartico nel 2007) divenne la prima nave da crociera a compiere il Passaggio a Nord Ovest.
Nel luglio 1986 David Scott Cowper partì dall'Inghilterra su un battello di salvataggio da 12,8 m (42 piedi), la Mabel El Holland, e superò tre inverni artici nel Passaggio a Nord Ovest prima di raggiungere lo Stretto di Bering nell'agosto 1989. Continuò poi intorno al mondo via Capo di Buona Speranza per tornar il 24 settembre 1990, diventando il primo a circumnavigane il mondo in barca attraverso il Passaggio a Nord Ovest.
Il 1º settembre 2001 Northabout, una barca a vela di alluminio di 14,3 m (47 piedi) costruita e comandata da Jarlath Cunnane, completò il Passaggio a Nord Ovest da Est a Ovest, dall'Irlanda allo Stretto di Bering. Il viaggio dall'Atlantico al Pacifico fu compiuto in 24 giorni. Northabout veleggiò per due anni in Canada prima di ritornare in Irlanda nel 2005 attraverso il Passaggio a Nord Est, completando quindi la prima circumnavigazione del Polo da Est a Ovest. Il ritorno per il Passaggio a Nord Est lungo la costa della Russia fu più lento, perché partì nel 2004, con una sosta per il ghiaccio e un inverno passato a Chatanga, Siberia, tornando poi in Irlanda attraverso la costa della Norvegia in ottobre 2005.
Il 19 maggio 2007 un velista francese, Sébastien Roubinet, con una persona di equipaggio lasciò Anchorage, Alaska, sul Babouche, un catamarano di 7,5 m (25 piedi) disegnato per navigare sull'acqua e scivolare sul ghiaccio. L'obiettivo era di navigare da Ovest a Est attraverso il Passaggio a Nord Ovest con le sole vele. Dopo un viaggio di più di 7.200 km Roubinet raggiunse la Groenlandia il 9 settembre 2007, completando per primo il Passaggio a Nord Ovest senza motore in una stagione.

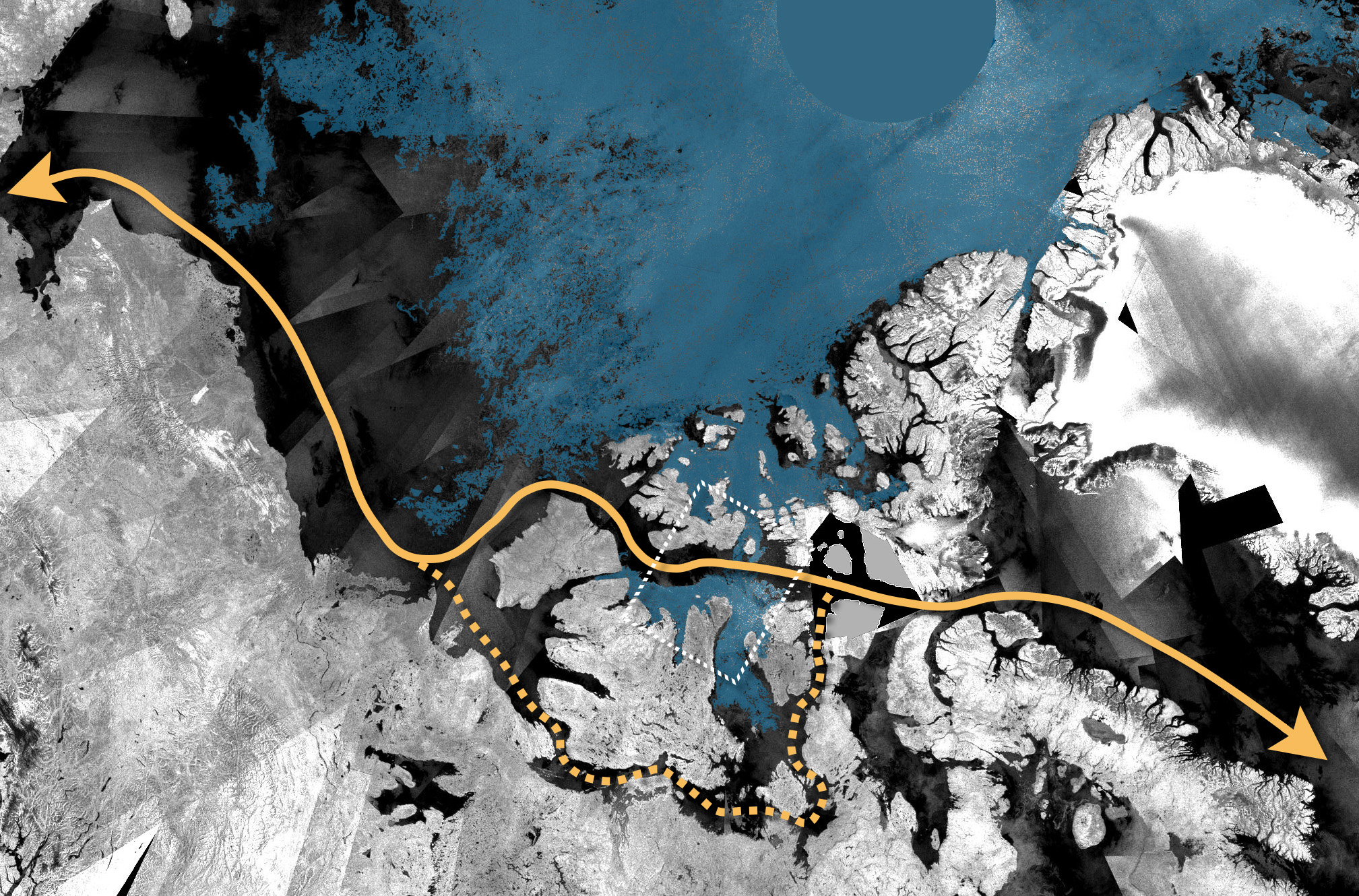
Immagini satellitari del 2008 dell'arcipelago artico canadese che mostrano una rotta pressoché priva di ghiacci.

Nel 2009 le condizioni del ghiaccio di mare furono tali che almeno nove barche da diporto e due navi da crociera completarono il Passaggio a Nord Ovest.
In data 30 agosto 2012 Billy Budd, una barca a vela di 30 metri, prima imbarcazione di italiani nella storia, concludeva con successo a Nome Alaska il passaggio a Nord Ovest, su una rotta mai prima percorsa da imbarcazioni a vela da diporto. La rotta fu più a Nord di quelle precedenti seguita da imbarcazioni a vela da diporto: attraverso Parry Channel, Viscount Melville Sound e Prince of Wales Strait Stretto del Principe di Galles, un canale lungo circa 160 miglia e largo circa 15 miglia che sbocca a Sud nel Golfo di Amundsen. Billy Budd ha anche gettato l'ancora -probabilmente prima imbarcazione da diporto della storia- a Winter Harbour in Melville Island Isola di Melville, ove quasi 200 anni prima aveva forzatamente svernato Sir William Parry.
Alle 15:33 del 29 agosto 2012, David Scott Cowper e Jane Maufe sulla barca a motore Polar Bound, furono i primi a navigare in barca da Ovest a Est del Capo Prince Albert nel Passaggio a Nord Ovest attraverso lo Stretto di McClure scoperto dal Capitano Robert McClure sulla HMS Investigator nel 1851. Polar Bound partì da Portrush, Northern Ireland, il 2 agosto 2012 alle 1030 GMT ed arrivò a Nome, Alaska, il venerdì 7 September 2012 alle 1800 GMT.
Sempre nel 2012 ha completato il Passaggio a Nord Ovest la prima barca a vela italiana con equipaggio non professionista completamente italiano: il Best Explorer di Nanni Acquarone. Il cutter in acciaio di 15,17 m (51 piedi), è partita da Tromsø (Norvegia) il 1º giugno 2012 ed è arrivata a King Cove, Alaska, il 13 ottobre 2012, dopo un viaggio di circa 8.200 miglia nautiche seguendo il più fedelmente possibile la rotta di Amundsen. La spedizione, dopo aver attraversato verso Nord il circolo polare nello stretto di Davis (Groenlandia) il 10 luglio alle 13:00 GMT, è passata dallo Stretto di Bering il 18 settembre alle 18:45 GMT completando il Passaggio. Le località di tappa sono state Reykjavík (Islanda), Nuuk e Upernavik (Groenlandia), Pond Inlet, Gjoa Haven e Tuktoyaktuk (Canada) e Nome (Alaska). Alla spedizione hanno preso parte ventidue persone che si sono alternate lungo le otto tappe previste. Gli autori di questa impresa hanno ricevuto un telegramma di congratulazioni del Presidente della Repubblica e un'analoga lettera del Ministro della Difesa. "Best Explorer con Nanni Acquarone al comando ha poi completato il periplo dell'Artico nel 2019, prima barca italiana e terza al mondo a farlo in senso orario. Passaggio a nord-est

## Il riscaldamento globale

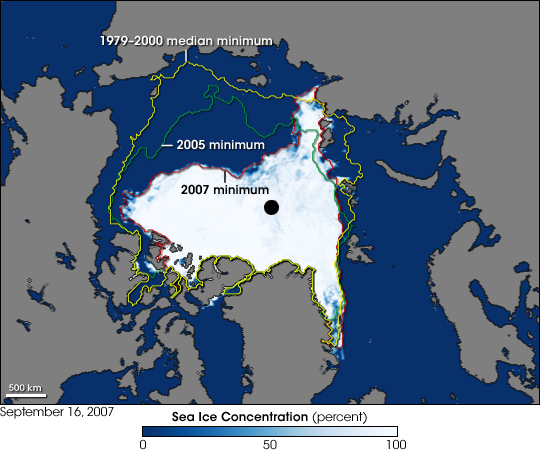
Calotta artica nel 2007 confrontata con precedenti anni

Nell'estate del 2000, diverse navi si avvantaggiarono della sottile copertura di ghiaccio estiva sul Mar Glaciale Artico per compiere l'attraversamento.
Nei primi giorni del settembre 2007, l'area coperta dai ghiacci artici ha raggiunto i livelli minimi da quando, trent'anni prima, sono iniziati i rilevamenti mediante satellite. La riduzione è tale da causare l'apertura della via marina di collegamento più veloce tra l'Europa e l'Asia, nella quale precedentemente, proprio a causa dei ghiacci, il transito navale era impossibile.
Nella situazione attuale, si sono venute ad aprire due rotte navigabili: una a nord del Canada, pienamente praticabile, e una seconda, da alcuni chiamata per analogia passaggio a nord-est, che passa a nord della Siberia e praticabile al 90%.
Nel 2008, per la prima volta nella storia moderna, si è aperto in maniera naturale tutto il passaggio a nord-ovest, che risultava sgombro dai ghiacci, e contestualmente anche il passaggio a nord-est, a settentrione della Russia.
Nell'autunno del 2013 la Nordic Orion (225 metri di lunghezza) è la prima grande nave a percorrere il passaggio a nord di Alaska e Canada per scopi commerciali.
Si ritiene che il riscaldamento globale potrebbe mantenere aperto il passaggio per periodi di tempo più ampi, rendendolo attraente come principale rotta di navigazione commerciale e turistica. Inoltre l'assottigliamento dei ghiacci porterebbe alla corsa allo sfruttamento dei giacimenti di idrocarburi, con serie problematiche in caso di incidenti con sversamenti per l'impossibilità di bonifica sotto i ghiacci, che inquinerebbero irrimediabilmente l'habitat artico.

## Nella cultura di massa
L'esplorazione del passaggio a nord-ovest ha ispirato numerose opere in ambito artistico: Jules Verne ne fa l'argomento di alcuni suoi libri, mentre il cantautore Stan Rogers gli ha dedicato uno dei suoi brani più noti, Northwest Passage, talmente popolare da essere considerato inno non ufficiale del Canada.